# Assembly Rooms (Édimbourg)
Les Assembly Rooms sont des salles de réunion situées au 54 George Street dans la New Town d'Édimbourg, en Écosse. À l'origine uniquement un lieu de rencontre pour des rassemblements sociaux, elles sont maintenant également utilisées comme lieu artistique et pour des événements publics, notamment le Edinburgh Festival Fringe et les célébrations de Hogmanay. Il y a quatre salles qui sont utilisées toute l'année et sont disponibles pour des réceptions privées : Music Hall, Ballroom, Supper Room et Edinburgh Suite.
L'édifice est un bâtiment classé de catégorie A comme "un exemple exceptionnel de bâtiment public de la fin du XVIIIe siècle, poursuivant son utilisation d'origine".

## Histoire
Les Assembly Rooms ouvrent le 11 janvier 1787 pour le bal de chasse Calédonien. Le bâtiment est financé par souscription publique, coûtant plus de 6000 £. Le site principal de George Street, au centre de la New Town récemment créée, a été offert par le conseil municipal.
Les Assembly Rooms sont conçues par John Henderson, choisi comme architecte après avoir remporté le concours en 1781. La conception originale subit trois révisions avant que la construction ne commence finalement en 1783. Henderson meurt le 16 février 1786, avant que le bâtiment ne soit achevé.
En août 1822, un bal des Pairs a lieu dans les Assembly Rooms à l'occasion d'une visite du roi George IV à Édimbourg.
Le bâtiment est agrandi à plusieurs reprises au cours du XIXe siècle. En 1818, 22 ans après l'ouverture des salles de réunion, le grand portique fut ajouté par l'architecte William Burn. Burn et son associé David Bryce continuent à concevoir le Music Hall en 1843.
Enfin, en 1907, de nouvelles ailes latérales sont achevées sur des plans de Robert Rowand Anderson et Balfour Paul. L'extension voit également l'inclusion d'une nouvelle salle de souper (Supper Room), déplaçant la cuisine dans l'aile est nouvellement créée.
En 1945, les Assembly Rooms sont vendues à la Corporation d'Édimbourg. La loi de 1973 sur le gouvernement local (Écosse) place Édimbourg sous le contrôle d'un conseil municipal qui prend possession des salles de réunion, à qui elles appartiennent toujours.

## Rénovation
En 2011, un projet de rénovation de 9,3 M £ débute, aboutissant à des espaces modernisés qui conservent le caractère original des salles de réunion.
Le financement du projet est venu du Conseil d'Édimbourg, avec des contributions supplémentaires du Heritage Lottery Fund, de Historic Scotland, du gouvernement écossais et de Creative Scotland. La rénovation a été gérée par LDN Architects tandis que la construction a été confiée à Balfour Beatty . L'espace total, rénové en 2012, couvre 4600 m².

## Utilisation actuelle
Les Assembly Rooms d'Édimbourg sont un espace événementiel polyvalent, accueillant régulièrement des conférences, des dîners, des spectacles, des expositions et des mariages.

Le lieu dispose de deux grands espaces événementiels, la salle de bal et le Music Hall, et neuf autres salons. Le lieu est entièrement décoré de lustres en cristal, de miroirs à la feuille d'or et dorés tout en intégrant la technologie moderne,.

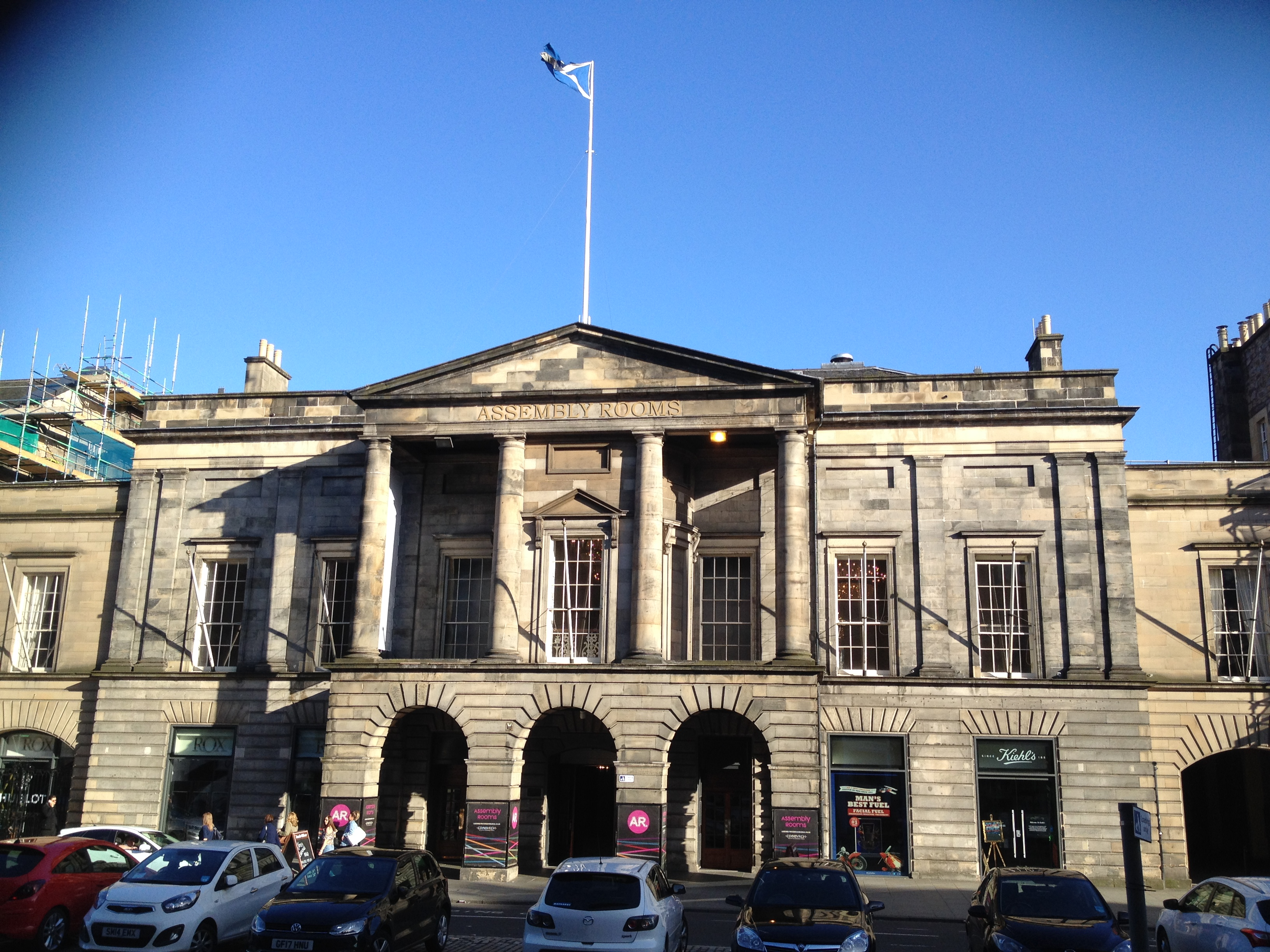
Façade néo-classique sur George Street
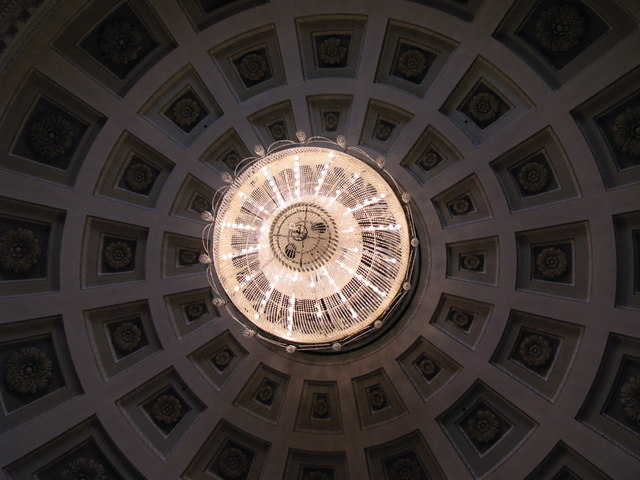
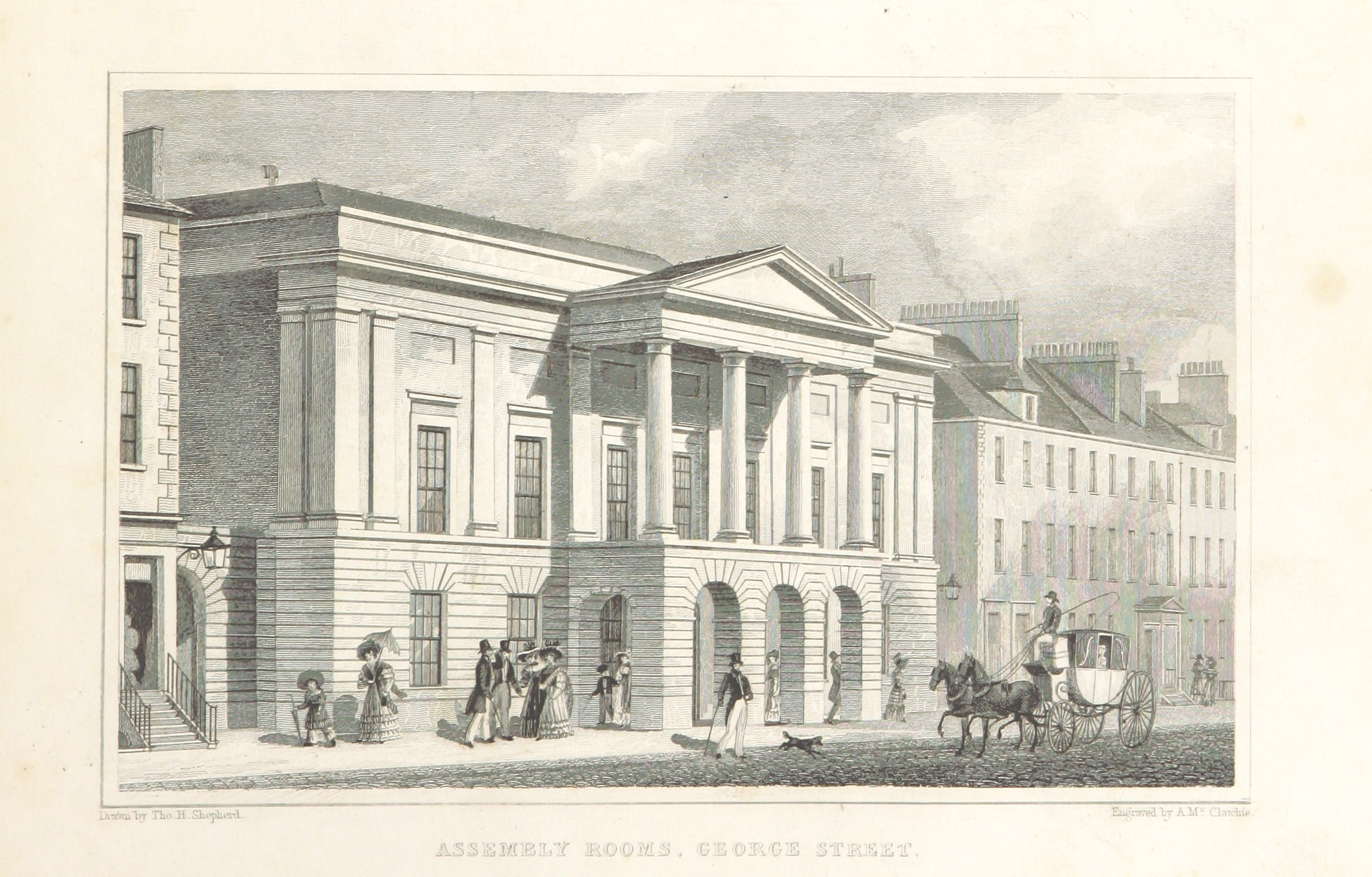